# Ломоносов, Игорь Владимирович
И́горь Влади́мирович Ломоно́сов (род. 19 июля 1964) — российский физик, специалист в области химической физики и экстремальных состояний вещества. Доктор физико-математических наук (2000), профессор (2006), член-корреспондент РАН со 2 июня 2022 года по Отделению химии и наук о материалах.

## Биография
В 1990 году защитил кандидатскую диссертацию «Полуэмпирические уравнения состояния конструкционных материалов при высоких плотностях энергии», в 1999 году — докторскую диссертацию «Фазовые диаграммы и термодинамические свойства металлов при высоких давлениях и температурах». Профессор по специальности № 01.04.17 химическая физика, в том числе физика горения и взрыва с 14 июля 2006 года.
Заведующий лабораторией уравнений состояния вещества Отдела экстремальных состояний вещества, член учёного совета ИПХФ РАН, в 2019—2024 годах — и. о. директора ИПХФ (Федеральный исследовательский центр проблем химической физики и медицинской химии РАН). В настоящее время — главный научный сотрудник ФИЦ ПХФ и МХ РАН. Член бюро ОХНМ РАН.
Член Научного совета РАН по проблеме «Физика низкотемпературной плазмы», редколлегий журналов «Теплофизика высоких температур» и «Matter and Radiation at Extremes», диссертационных советов при ИПХФ РАН и ОИВТ РАН.
Является профессором факультета фундаментальной физико-химической инженерии МГУ им. М. В. Ломоносова (2017—2020) и МФТИ. Под его руководством защищены 6 кандидатских диссертаций.
В 2001 году награждён медалью ордена «За заслуги перед Отечеством» II степени.

## Научная деятельность
Основные научные результаты: разработаны широкодиапазонные уравнения состояния более чем 30 важных в практическом отношении металлов, аналитические уравнения состояния композитных материалов, сплавов, металлов, полимеров, минералов и горных пород, полимерных соединений в калорической форме, всего для 150 веществ, выполнено внедрение уравнений состояния в практику исследований и программы численного моделирования высокоэнергетических процессов; разработан доступный в среде Интернет сетевой банк данных по физикохимическим свойствам веществ в экстремальных условиях; предложен метод генерации высоко-энтропийных состояний в веществе, нагретом интенсивным пучком тяжелых ионов, для исследования фундаментальных физикохимических свойств и важной для приложений области вблизи критической точки. Выполнены прогностические расчеты функционирования мишеней и элементов конструкций современных ускорителе.
Автор более 130 научных работ.